# فرط ضغط العين
فرط ضغط العين أو ارتفاع ضغط العين (بالإنجليزية: Ocular hypertension)‏هو ارتفاع ضغط السائل الموجود داخل العين ( الضغط داخل العين)، وعادةً ما يحدث من غير وجود تلف في العصب البصري أو فقدان المجال البصري.
بالنسبة لمعظم الأفراد، يتراوح المعدل الطبيعي للضغط داخل العين بين 10 مم زئبق و 21 مم زئبق. يعد الضغط داخل العين أحد عوامل الخطر المهمة للجلوكوما. حددت دراسة علاج ارتفاع ضغط الدم العيني، وهي تجربة سريرية كبيرة متعددة المراكز، أن الأدوية الخافضة لضغط العين الموضعية تؤخر أو تمنع ظهور الجلوكوما الأولية المفتوحة الزاوية.
تبعاً لذلك، يتم التعامل مع معظم الأفراد الذين يعانون من استمرار في الضغوط المرتفعة داخل العين ( 21 مم زئبق)، خاصة إذا كان لديهم عوامل خطر أخرى، في محاولة لمنع فقدان البصر من الجلوكوما.

## الفيزيولوجيا المرضية
يتم الحفاظ على الضغط داخل العين من خلال التوازن بين السائل الذي يدخل العين (من خلال الجسم الهدبي) والسائل الذي يخرج (من خلال الشبكة التربيقية).[بحاجة لمصدر]

## العلاج
يتم علاج فرط ضغط العين إما عن طريق الأدوية أو الليزر.  الأدوية التي تعمل على تقليل الضغط داخل العين عن طريق تقليل إنتاج الرطوبة المائية و/أو زيادة تدفقها إلى خارج العين.  رأب التربيق الليزري يعمل عن طريق زيادة التدفق الخارجي.

## روابط خارجية
- eMedicine - ارتفاع ضغط الدم العيني